# Absolute Häufigkeit

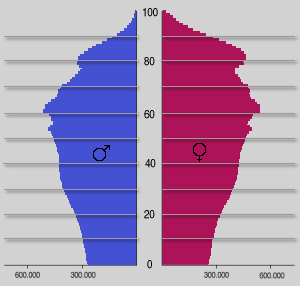
Beispiel einer absoluten Häufigkeitsverteilung: Prognose der Altersverteilung für Deutschland im Jahr 2050

Der Begriff absolute Häufigkeit ist gleichbedeutend mit dem umgangssprachlichen Begriff „Anzahl“. Die absolute Häufigkeit ist ein Maß der deskriptiven Statistik und soll sich vom Begriff relative Häufigkeit abgrenzen.
Die absolute Häufigkeit ist das Ergebnis einer einfachen Zählung von Objekten oder Ereignissen (besser Elementarereignissen). Sie gibt an, wie viele Elemente mit dem gleichen interessierenden Merkmal gezählt wurden.
Als Anzahl kann sie nur eine natürliche Zahl sein. Wegen ihres festen Nullpunkts und der festen ganzzahligen Einheiten ist sie eine Absolutskala. Das heißt, ihr Nullpunkt und die Größe der Einheiten kann nicht sinnvoll verändert werden. Im Gegensatz zur relativen Häufigkeit sind die Werte der absoluten Häufigkeit also absolut, sprich unveränderlich. Ihr Wertebereich geht von 0 bis Unendlich.
Für den Vergleich von Teilmengen unterschiedlich großer Grundmengen eignet sich hingegen die absolute Häufigkeit nicht. Die Höhe der absoluten Häufigkeit hängt vom Umfang der betrachteten Grundmenge ab, was diesen Vergleich unsinnig macht. Für einen solchen Vergleich wird deshalb ein normiertes Maß, die relative Häufigkeit, verwendet.

## Regel
Wenn bei {\displaystyle n} Beobachtungen eines Zufallversuchs bzw. bei der Überprüfung einer Stichprobe das Ereignis {\displaystyle A} insgesamt {\displaystyle H_{n}(A)}-mal auftritt, dann heißt diese Größe die absolute Häufigkeit des Ereignisses {\displaystyle A}. Die Abkürzung der relativen Häufigkeit ist {\displaystyle h}.

## Beispiel
Bei der Betrachtung symmetrischer Daten bietet sich eine vorherige Klassierung an. Man bildet dann die absoluten Häufigkeiten der Klassen.
In einer Umfrage werden 453 Personen nach ihrem Alter befragt. Bei der Auszählung stellt man fest, dass 197 Personen in die Klasse „von 20 Jahre bis unter 30 Jahre“ fallen. Damit ist die absolute Häufigkeit dieser Klasse 197.